# Thomas Elavanal
Thomas Elavanal (ur. 28 marca 1950 w Mutholi) – indyjski duchowny syromalabarski, od 1997 biskup Kalyan.